# La riqueza de las naciones
Una investigación sobre la naturaleza y causas de la riqueza de las naciones (título original en inglés: An Inquiry into the Nature and Causes of the Wealth of Nations), o sencillamente La riqueza de las naciones (The Wealth of Nations), es la obra más célebre de Adam Smith. Publicado en 1776, es considerado el primer libro moderno de economía.
Smith expone su análisis sobre el origen de la prosperidad de países como Inglaterra o los Países Bajos. Desarrolla teorías económicas sobre la división del trabajo, el mercado, la moneda, la naturaleza de la riqueza, el precio de las mercancías en trabajo, los salarios, los beneficios y la acumulación del capital. Examina diferentes sistemas de economía política, en particular, el mercantilismo y la fisiocracia; asimismo, desarrolla la idea de un orden natural. Este «sistema de libertad natural», como lo llama Smith, es el resultado del libre ejercicio del interés individual que beneficia exitosamente —sin proponérselo— al bien común en la solución de problemas y satisfacción de necesidades por medio de la libre empresa, de la libre competencia y del libre comercio.
La riqueza de las naciones es hoy una de las obras más importantes de la disciplina económica y, para Amartya Sen, «el libro más grande jamás escrito sobre la vida económica». Se trata del documento fundador de la economía clásica y, sin duda, del liberalismo económico.

## Contexto

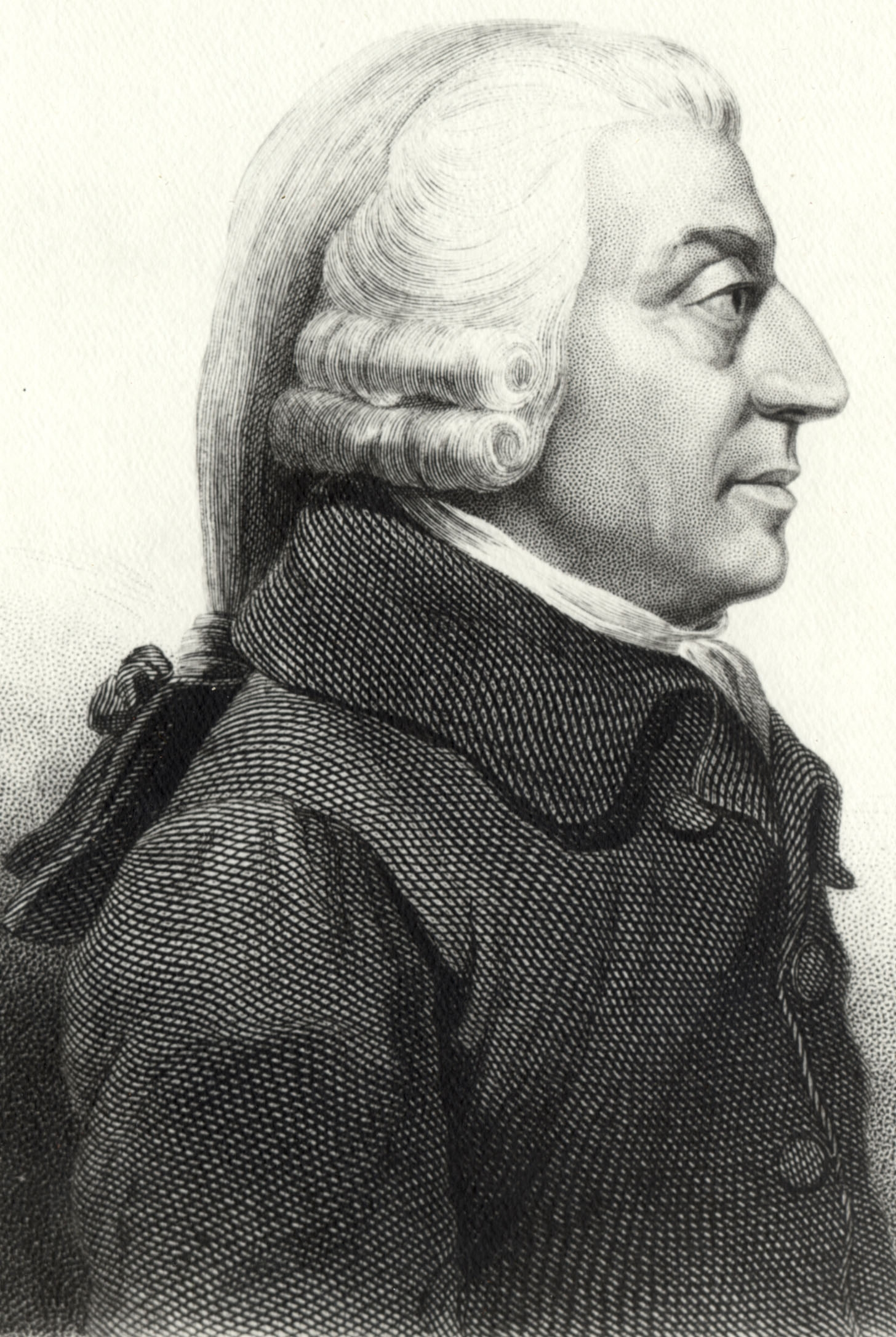
Adam Smith, autor de La riqueza de las naciones

Adam Smith comenzó la redacción de La riqueza de las naciones en 1764, mientras era tutor del joven Duque de Buccleugh, cargo por el que fue retribuido generosamente con una pensión vitalicia. Con ocasión de un «Grand Tour», un largo viaje por Europa con su alumno, pasó dieciocho meses en Toulouse, invitado por el abad Seignelay Colbért. Smith hablaba poco francés y la mayoría de los escritores y filósofos que esperaba encontrar en Toulouse no se encontraban en la ciudad, por lo que pronto se aburrió. En una carta dirigida a David Hume, Smith anunciaba que había «empezado a redactar un libro con tal de pasar el tiempo». Smith había trabajado en ese proyecto desde que era profesor de economía política y de otras materias en la Universidad de Glasgow, y había aludido a él en la conclusión del primer libro de la Teoría de los sentimientos morales, la obra de filosofía moral que lo dio a conocer.
A finales de 1764, aprovechó un viaje a la asamblea de los Estados del Languedoc en Montpellier, la región más liberal de la Francia del Antiguo Régimen, donde consiguió que se adoptase el libre comercio de grano, de lo que aparecen testimonios en el libro. Igualmente visitó Suiza, donde se encontró con Voltaire, y después París, donde su amigo el filósofo David Hume lo introdujo en los más importantes salones. Allí discutió con los fisiócratas François Quesnay y Turgot, que estimularon su inspiración, así como con Benjamin Franklin, Diderot, d'Alembert, Condillac y Necker, con quien mantuvo contacto durante muchos años.
Tras su regreso a Gran Bretaña en 1766, Smith poseía un patrimonio suficiente para dedicarse de lleno a su obra, y retornó a Kirkcaldy tras pasar algunos meses en Londres. La redacción era muy lenta, entre otras razones por los problemas de salud de Smith. David Hume se impacientó, y en noviembre de 1772 le ordenó acabar su obra antes del otoño siguiente «para hacerse perdonar». En 1773, Smith se instaló en Londres para acabar su manuscrito y encontrar un editor. Todavía faltaban tres años para que La riqueza de las naciones fuera publicada, en el 9 de marzo de 1776. Smith quería dedicar su libro a François Quesnay, pero la muerte de este en 1774 se lo impidió.

## Visión de conjunto
Según Dugald Stewart, primer biógrafo de Smith, el principal mérito de La riqueza de las naciones no consiste en la originalidad de sus principios, sino en el uso del razonamiento sistemático y científico para validarlos y la claridad con la que son expresados. En este sentido, la obra es una síntesis de los aspectos más importantes de la economía política; una síntesis audaz que va más allá de cualquier otro análisis contemporáneo. Entre los observadores que inspiraron la obra de Smith se encuentran John Locke, Bernard Mandeville, William Petty, Richard Cantillon, Turgot y, seguramente, François Quesnay y David Hume.
El pensamiento de Smith retoma varios principios favorecidos por la Ilustración Escocesa: el estudio de la naturaleza humana es un aspecto primordial, indispensable; el método experimental de Newton es el más apropiado para el estudio del hombre; la naturaleza humana es invariable en todas partes y a lo largo del tiempo. Para Donald White, Smith estaba convencido de la existencia de una progresión en el desarrollo humano (el progreso) por unas etapas bien definidas, y esta idea se encuentra explícitamente en el modelo de desarrollo económico en cuatro etapas expuesto en La riqueza de las naciones.
Aunque Smith es conocido en la actualidad como un importante economista, él se consideraba, a pesar de todo, profesor de filosofía moral, asignatura que había enseñado en Glasgow. Así, La riqueza de las naciones no trata solamente de economía (en el sentido moderno), sino también de economía política, de derecho, de moral, de psicología, de política, de historia, amén de la interacción y la interdependencia entre todas estas disciplinas. La obra, centrada en la noción del interés personal, forma un conjunto con la Teoría de los sentimientos morales, donde había explicado la simpatía inherente a la naturaleza humana. El conjunto debía ser completado por un libro sobre la jurisprudencia que Smith no pudo acabar e hizo quemar a su muerte.

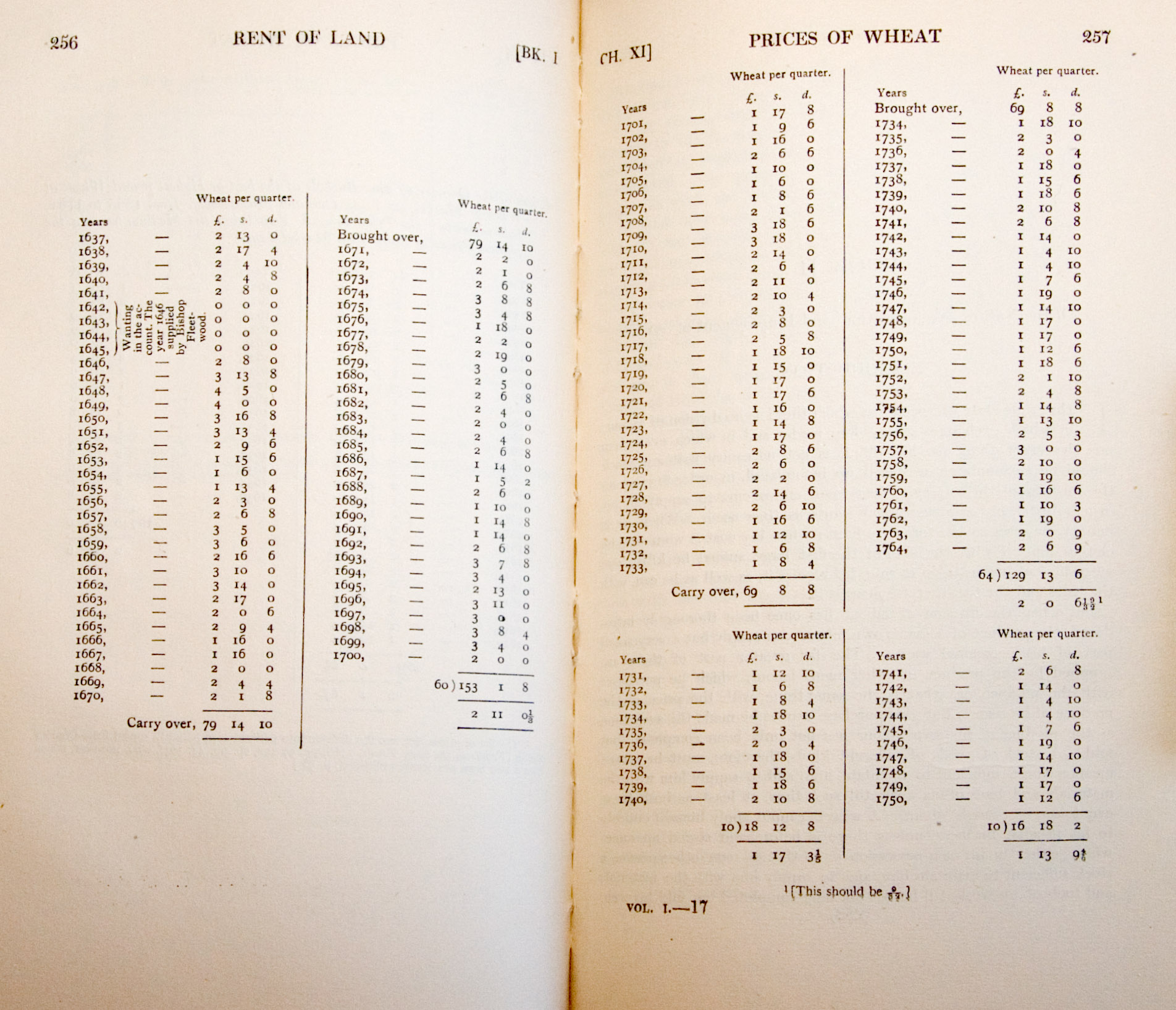
Tablas de precios del trigo entre 1637 y 1750, entre las numerosas referencias empíricas de La riqueza de las naciones.

La problemática de La riqueza de las naciones es doble: por un lado, explicar por qué una sociedad movida por el interés personal puede subsistir; por el otro, describir cómo apareció y cómo funciona el sistema de libertad natural.
En este sentido, Smith utilizó sistemáticamente los datos empíricos (ejemplos y estadísticas) para validar los principios que expuso, una «avidez de hechos» (el índice tiene sesenta y tres páginas) que fue criticada por algunos de sus sucesores tras la «revolución ricardiana». Así, Nassau William Senior deploró «la importancia exagerada que numerosos economistas conceden a captar datos». Los razonamientos abstractos se mantienen en un mínimo estricto y, para Jacob Viner, Smith «dudaba sobremanera que la abstracción pudiera aportar la comprensión del mundo real o guiar ella sola al legislador o el hombre de Estado».
Si bien utilizó un tono decididamente optimista respecto del crecimiento económico, advirtió también del riesgo de alienación que puede suscitar la división del trabajo.

## Plan
La riqueza de las naciones está compuesta por cinco libros, cuyos temas son:
1. Causas que han perfeccionado las facultades productivas del trabajo y del orden, según las cuales los productos se distribuyen naturalmente entre las diferentes clases sociales (sobre la naturaleza humana, el trabajo y «la habilidad, la destreza y la inteligencia que ha aportado»);[13]
2. De la naturaleza de los fondos o capitales, de su acumulación y su uso (descripción de los negociantes y del capital);
3. De la diferente marcha y del progreso de la opulencia en diferentes naciones (historia del desarrollo económico y política económica);
4. Sistemas de economía política (en particular, el sistema del comercio internacional);
5. De los ingresos del soberano o de la comunidad (ingresos, gastos y objetivos de gobierno).

## Temas e ideas

### La división del trabajo y el interés personal

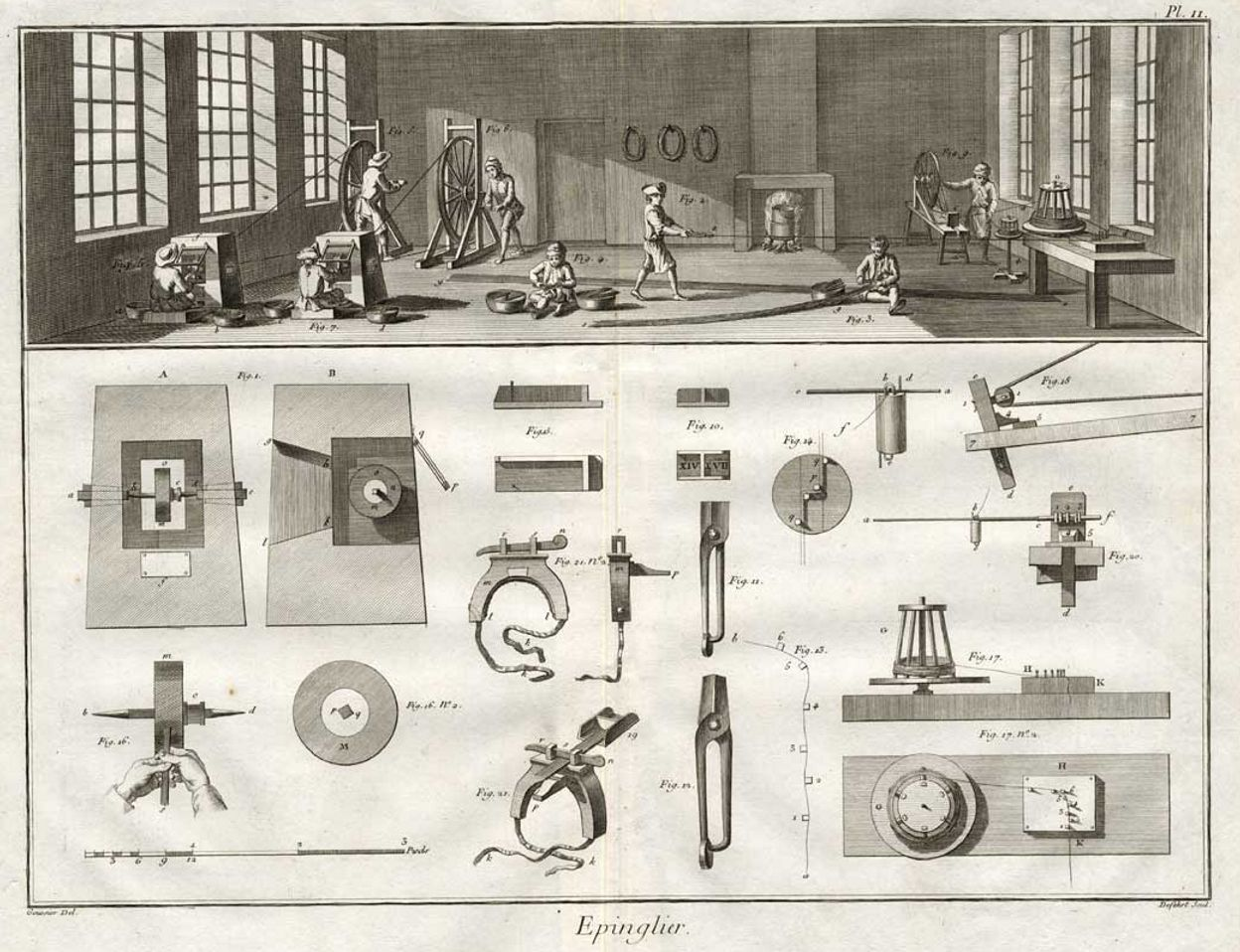
Fabricación de alfileres, lámina de L'Encyclopédie

Smith parte de la constatación de que:

El trabajo anual de un país es aquel fondo que en principio proporciona todas las cosas necesarias y convenientes para la vida y que anualmente consume el país; y estas cosas son siempre o el producto inmediato de este trabajo, o compradas a otros países con este producto.

No hace del trabajo el único factor de producción, pero remarca su importancia desde el inicio de la obra, algo que le distingue de entrada de fisiócratas y mercantilistas. La mejora de la productividad del trabajo depende en gran parte de su división, ilustrada en su célebre ejemplo de la manufactura de alfileres (inspirado en L'Encyclopédie de Diderot y d'Alembert): allá dónde un solo herrero no podría producir más de diez alfileres por día, la fábrica utiliza los obreros en varias tareas diferentes (estirar el alambre, cortarlo, afilarlo, etc.), y llega así a producir cerca de cinco mil alfileres por obrero empleado. Junto a ese gran incremento en las cantidades producidas (ver productividad), se ve una disminución, igualmente extraordinaria, en el precio de los alfileres.  (Smith nota que, adicionalmente, los trabajadores ganan más en las fábricas que como trabajadores independientes). La división del trabajo se aplica más fácilmente en las manufacturas que en la agricultura, lo que explica su retraso en productividad.
La división del trabajo por sí misma no proviene de la sabiduría humana o de un plan preestablecido, sino que es la consecuencia «de una cierta tendencia natural de todos los hombres [...] que los lleva a traficar, a hacer intercambios y cambiar una cosa por otra». La motivación de esta tendencia al intercambio no es la benevolencia, sino el interés personal, es decir, el deseo de mejorar su propia condición:

Pero el hombre necesita casi constantemente la ayuda de sus semejantes, y es inútil pensar que lo atenderían solamente por benevolencia. [...] No es la benevolencia del carnicero, del cervecero o del panadero, la que nos lleva a procurarnos nuestra comida, sino el cuidado que prestan a sus intereses. Nosotros no nos dirigimos a su humanidad, sino a su egoísmo; y no les hablamos de nuestras necesidades, siempre de su provecho. [...] La mayor parte de estas necesidades por el momento se satisfacen, como las de los otros hombres, por trato, por intercambio y por compra.

Así, incluso en una sociedad donde no hay benevolencia hacia los desconocidos, donde cada uno de los individuos persigue su interés personal, donde los intercambios económicos se hacen entre «mercenarios», el individuo puede prosperar con base a la cooperación. (ver mano invisible) Con motivo del estudio de los comportamientos de los animales, Smith concluye igualmente que los humanos son los únicos de estos que se dan cuenta de que tienen todo por ganar participando voluntariamente en un sistema económico donde cada uno trabaje para obtener los bienes que satisfagan a todos: el interés personal no es su única motivación, ya que si así fuera, toda negociación sería imposible. Queda claro, por tanto, que un hombre es también capaz de comprender el interés personal de su compañero (un ejemplo de simpatía) y de llegar a un intercambio mutuamente beneficioso.
Si el interés personal tiene un lugar importante en La riqueza de las naciones es porque no está considerado como el único aspecto económico de la relación del hombre en la sociedad. La Teoría de los sentimientos morales ofrece una perspectiva bastante más amplia y presenta una teoría de la relación social que no es reproducida en La riqueza de las naciones; demuestra que la visión de Smith no se reduce a la de un Homo œconomicus. No obstante, la contradicción aparente entre las dos principales obras de Smith, ha dado origen a un «problema Adam Smith» en la literatura económica, hoy caduco.
Smith mostró a continuación que una cierta acumulación de capital es necesaria para la puesta en marcha de la división del trabajo y que el único límite para esta es la dimensión del mercado. Esta proposición ha sido considerada como «una de las más brillantes generalizaciones que se pueden encontrar en toda la literatura económica». El progreso viene así de la división acelerada del trabajo, que proviene de una inclinación natural del hombre. El intercambio, natural y espontáneo, se inscribe en el «sistema de libertad natural» subyacente en toda la obra.
Smith también era consciente de los efectos adversos de una mayor división del trabajo:

Un hombre que pasa toda su vida para completar unas pocas operaciones simples cuyos efectos son siempre los mismos, o casi, no tiene tiempo para desarrollar su inteligencia ni ejercer su imaginación para buscar los medios para resolver aquellas dificultades que nunca se terminan de localizar; pierde pues naturalmente el hábito de desplegar o de ejercer sus facultades y se vuelve, en general, tan estúpido e ignorante como se pueda convertir una criatura humana; el aletargamiento de sus facultades morales lo hace incapaz de apreciar ninguna conversación razonable ni de tomar parte en ellas, hasta le impide sentir alguna pasión noble, generosa o tierna y, en consecuencia, formar algún juicio mínimamente justo sobre la mayoría de los deberes más ordinarios de su vida privada.

El individuo se vuelve entonces incapaz de formar un juicio moral, tal y como se describe en la Teoría de los sentimientos morales. Para prevenir esta situación, Smith recomienda una intervención gubernamental que se haga cargo de la educación de la población.

### El valor del trabajo y la moneda

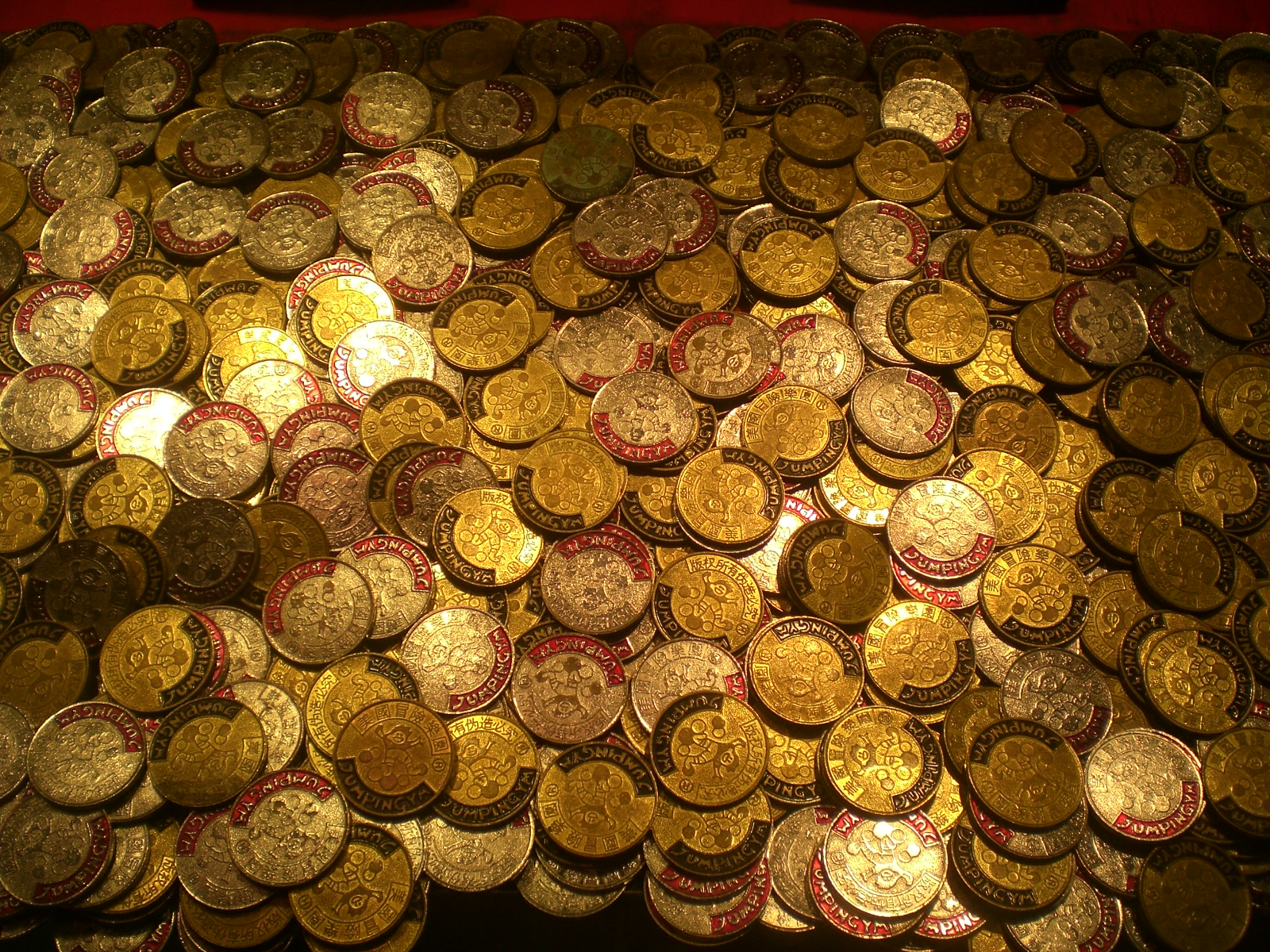
La moneda permite medir e intercambiar el valor, pero no es el valor en sí misma.

Una vez establecida la división, cada miembro de la sociedad debe poder recurrir al resto para proveerse de aquello que necesite; es pues necesario tener un medio de cambio, la moneda. La posibilidad de intercambiar bienes o pagar en moneda por ellos hace aparecer la noción de valor. El valor tiene dos significados: el valor de uso, o utilidad, y el valor de cambio. Smith se centra sobre todo en el segundo (plantea, pero no resuelve, la paradoja del valor sobre el primero). ¿Cómo medirlo? ¿Cuál es el factor que determina la cantidad de un bien a la hora de intercambiarlo por otro? Para él:

Es del trabajo de los demás del que cabe esperar la parte más grande de todos estos bienes; así, será rico o pobre, según la cantidad de trabajo que podrá pedir o que estará en capacidad de comprar. [...] El trabajo es pues la medida efectiva del valor intercambiable de toda mercancía.

El valor del trabajo es constante:

Las cantidades iguales de trabajo deben ser, en cualquier tiempo y cualquier lugar, de un valor igual para el trabajador. [...] Así, el trabajo, no variante nunca de su propio valor, es la única medida real y definitiva que puede servir, en cualquier tiempo y en cualquier lugar, para valorar y comparar el valor de todas las mercancías. Es su precio real; el dinero no es más que su precio nominal.

Esta teoría del valor, que ignora la demanda y se basa exclusivamente en los costes de producción, se impuso durante más de un siglo hasta que William Jevons, Carl Menger y Léon Walras introdujeron el marginalismo.
Para Smith la moneda no es el valor en sí, y la acumulación de moneda no tiene interés económico para un país. La moneda sería más bien una forma de medida práctica del valor de las transacciones y el medio de cambio de este valor. Para cumplir estas funciones, los metales preciosos son particularmente apropiados, puesto que su valor varía poco en periodos de tiempo razonables. A largo plazo, el trigo podría ser un mejor patrón. Como los metales preciosos tienen un costo importante, Smith proponía reemplazarlos por papel moneda, siguiendo una ratio estricta para evitar la emisión sin contrapartida. El sistema bancario resultante sería «una especie de gran carretera aérea, donando al país la facilidad para convertir una gran parte de sus grandes carreteras en buenos pastizales y en buenas tierras para el trigo».

### Los factores de producción
En una economía primitiva se es posible considerar que la cantidad de trabajo utilizada para producir un bien es el único elemento que determina su valor de cambio. En las economías avanzadas la formación de los precios es más compleja porque involucra tres elementos: el salario, el beneficio y la renta (predial o de arrendamiento), que constituyen la remuneración de los tres factores de producción: el trabajo, el capital, y la tierra. Smith distingue igualmente tres sectores de actividad: la agricultura, la industria, y el comercio.
Las distinciones entre los factores de producción y la forma que su remuneración toma para las diferentes clases sociales constituyen un punto central de La riqueza de las naciones. Las motivaciones de estas clases no son las mismas, y no coinciden necesariamente con el interés general.
Esta distinción nítida entre las remuneraciones de los diferentes factores de producción es típica de la Economía clásica. Fue necesario esperar a la Revolución neoclásica de finales del siglo XIX para que la remuneración de los factores fuera integrada en el precio de la producción.

### La formación de los precios, la competencia y el mercado
El salario es la compensación directa del trabajo, es decir, el alquiler de la capacidad productiva del trabajador. El beneficio sobreviene cuando el stock de valor o de capital, acumulado por una persona, es empleado para poner a otras personas a trabajar, facilitándoles herramientas de trabajo, materias primas y un salario con el fin de alcanzar un beneficio (esperado y no garantizado) mediante la venta de aquello que producen. La ganancia sería, de acuerdo con Smith, la recompensa de un riesgo y de un esfuerzo. La renta predial aparece desde que el territorio de un país se encuentra repartido en manos privadas: «a los propietarios, como todos los demás hombres, les gusta recoger donde no han sembrado, y demandan una renta, incluso por el producto natural de la tierra». Esta es pagada por los agricultores a los propietarios en contrapartida por el derecho a explotar la tierra, que es un recurso escaso y productivo. No requiere ningún esfuerzo por parte de los propietarios.
Diferentes tipos de bienes hacen intervenir a estos elementos en proporciones diferentes y tienen precios diferentes. Puesto que estos tres elementos se tienen en cuenta en el precio de casi todos los bienes, existe en todas partes una remuneración media para cada uno de ellos, es decir una serie de tasas medias o naturales. El precio natural de un bien debe ser suficiente para pagar la renta, el trabajo y el beneficio que han sido necesarios para su fabricación. El precio de mercado puede ser más o menos elevado que este precio natural, pero tiende a este debido a la competencia. De hecho, un productor que no tiene en cuenta esa competencia arriesga su interés personal: si vende sus bienes demasiado caros, pierde a sus clientes, si paga a sus empleados demasiado poco, pierde a estos. El mercado competitivo se encarga así de la producción de los bienes demandados por el público, y remunera a los productores en función del éxito de su producción.
En algunos casos, sin embargo, se puede haber concedido un monopolio a un individuo o compañía. Como este no está sujeto a la competencia, el monopolista puede vender constantemente por encima del precio natural y entonces obtener un beneficio superior a la tasa natural. En las palabras de Smith:

El precio de un monopolio es en cada ocasión el más alto que se puede conseguir. El precio natural, o el precio de la libre competencia, por el contrario, es el más bajo que se puede tomar, no de hecho en cada ocasión pero sobre un tiempo considerable. El uno es en cada ocasión el más alto que se puede exprimir de los compradores, o el que, se supone, van a consentir dar: el otro es el más bajo que los vendedores generalmente pueden permitirse aceptar, y al mismo tiempo continuar sus negocios.

La parte de cada uno de los tres elementos de un precio varía según las circunstancias. El nivel de los salarios viene determinado por el enfrentamiento de intereses de los trabajadores y los empresarios:

Los obreros desean ganar el máximo posible, los dueños, dar el mínimo; los primeros están dispuestos a llegar a un acuerdo para elevar los salarios, los segundos para bajarlos.

Los empresarios tienen a menudo la ventaja en este conflicto. Apoyándose en la obra de Richard Cantillon, Smith señala que existe un salario mínimo de facto: el salario de subsistencia que permite a un asalariado mantener a duras penas a su familia. A veces incluso, las circunstancias pueden favorecer a los asalariados: cuando los beneficios aumentan, un propietario, un rentista o un capitalista puede mantener a nuevos empleados, lo que hace que aumente la demanda de trabajo; incluso cuando un obrero independiente contrata a empleados. El aumento de la riqueza nacional da lugar entonces a un alza de los salarios del trabajo y los asalariados son los mejor pagados allá dónde la riqueza aumenta más rápidamente. Smith lo ilustra con los ejemplos de las colonias británicas de América del Norte, de la propia Gran Bretaña, de China y de la India. Este aumento salarial es del todo deseable:

Ciertamente, no se puede valorar como feliz y próspera una sociedad donde la mayoría de sus miembros están reducidos a la pobreza y la miseria. Lo justo, no obstante, exige que aquellos que alimentan, visten y dan hogar a todo el cuerpo de la nación, tengan, en el producto de su propio trabajo, una parte suficiente para poder alimentarse, vestirse y encontrar vivienda por sí mismos.

El beneficio medio es prácticamente imposible de determinar debido a su gran volatilidad entre sectores y de año en año. Smith propone acercarse al tema estudiando el tipo de interés del dinero. Sobre la base de un estudio comparativo entre varios países y varias épocas, concluye que «a medida que aumentan las riquezas de la industria y del pueblo, el interés disminuye». Si la tasa de beneficio tiende a disminuir, y aumenta la existencia de capital, la reducción de las tasas es compensada por un volumen de partida más importante, puesto que «el dinero crea dinero». Asegura asimismo que «vale más obtener un beneficio más pequeño con un capital grande, puesto que crecerá más rápidamente, que no un capital pequeño con un beneficio grande».
El equilibrio entre ingresos del trabajo y del capital proviene de la competencia:

Cada uno de los diversos usos del trabajo y del capital, en un mismo lugar, ha de ofrecer necesariamente un equilibrio entre ventajas y desventajas que establece o que tiende continuamente a establecer una igualdad perfecta entre todos los usos. Si, en un mismo lugar, hubiera cualquier uso que fuera evidentemente más o menos ventajoso que todos los demás, mucha gente se llegaría a precipitar en un caso, o a abandonarlo en el otro, de forma que sus ventajas se volverían muy rápidamente al nivel de aquellos otros usos.

Por ejemplo, si los consumidores deciden comprar más guantes y menos zapatos, el precio de los guantes tiende a subir mientras que el de los zapatos tiende a bajar. Entonces, las ganancias de los guanteros aumentan mientras que las de los zapateros disminuyen. En consecuencia, el trabajo en el sector de la zapatería desaparecería, mientras que en el sector de los guantes se incrementaría. Finalmente, la producción de guantes aumenta y la producción de zapatos disminuye, con tal de ajustarse al nuevo equilibrio del mercado. La asignación de la producción (y de los recursos) se ajusta de esta forma a los nuevos deseos de la gente sin la menor planificación. Este equilibrio del mercado no impide las desigualdades: para Smith, en una sociedad libre, las desigualdades en el salario provienen de la dureza del trabajo o de su propiedad, de su facilidad de aprendizaje, de su regularidad en la ocupación, de su estatus y de sus oportunidades de éxito. De estas cinco fuentes de desigualdad, solo dos influencian sobre la tasa de ganancia del capital: el atractivo y la garantía de recuperación de la inversión.

### Distorsiones causadas por el Estado
Pero el Estado (la «policía de Europa») es capaz de causar desigualdades muy grandes: restringiendo la competencia o provocándola más allá de su nivel natural, o bien, oponiéndose a la libre circulación del trabajo y de los capitales entre diferentes usos y lugares. Con respecto a la restricción de la competencia, Smith ataca particularmente al corporativismo, que permite enriquecerse a los empresarios y a los comerciantes con base en la acumulación de privilegios y restricciones. En definitiva, dependen de los propietarios, de los agricultores y el resto de trabajadores del campo. Pone en guardia particularmente contra los riesgos de colusión: «Ya es bien extraño que gente del mismo oficio se encuentre reunida, con tal de disfrutar o de distraerse, sin que la conversación acabe con alguna conspiración contra el público, o para hacer cualquier maquinación para elevar los precios».
Por el contrario, con la asignación de pensiones, becas y plazas en los colegios y seminarios, el Estado atrae hacia ciertas profesiones a mucha más gente de la que habría si no existieran dichos incentivos. Smith cita a los curas de pueblo, tan numerosos a causa de que su educación casi gratuita no puede ser retribuida por el parlamento. La educación literaria aparece sin embargo como un beneficio limpio (una externalidad positiva). Las leyes sobre el aprendizaje y la exclusividad de las corporaciones traban más la libre circulación de las personas entre oficios que la de los capitales: «por esto un rico comerciante encontrará más facilidades para obtener el privilegio de establecerse en una ciudad de la corporación que un pobre artesano para obtener el permiso para trabajar». En Inglaterra, las Poor Laws («Leyes de Pobres») prácticamente prohibían a los pobres cambiarse de parroquia para encontrar un trabajo mejor, un «atentado manifiesto contra la justicia y la libertad naturales». Finalmente, las leyes sobre los tipos de salarios no tienen por objetivo remunerar a un obrero cualificado al mismo tipo que a un obrero ordinario.

### La renta y los ingresos
La renta o arrendamiento es el tercer y último elemento constitutivo de los precios. La renta es un tipo de precio de monopolio, no vale el mínimo valor posible para el propietario, pero en cambio sí que es el valor máximo posible para el agricultor. Mientras que la rentabilidad del capital y del trabajo van al alza, la renta a la baja: Smith sugiere que es determinado por la cantidad de tierras cultivadas, cantidad que es determinada por el nivel de población. (David Ricardo ofrecerá un análisis mucho más detallado en 1817). Depende pues de la calidad de la tierra, pero también de la tasa media de rendimiento del trabajo y del capital. Se trata de un excedente: cuando aumenta el precio de la tierra, el ingreso adicional es totalmente capturado por la renta.
Los salarios, el beneficio y la renta, constituyentes del precio, son igualmente los constituyentes de los ingresos; se reencuentra esta identidad en la descomposición moderna del producto interior bruto, donde la producción total es igual al ingreso total. Las tres clases de la sociedad, cuyos ingresos comportan indirectamente los ingresos de toda la población, son los propietarios, los agricultores y los capitalistas. El interés de estas clases no coincide necesariamente con el interés común. Este es el caso de los propietarios y los agricultores: lo que enriquece a la nación los enriquece de igual manera a ellos. Con respecto a los capitalistas, si la expansión del mercado es provechosa tanto para ellos como para el público, la restricción de la competencia es provechosa solamente para ellos. Smith aboga por una mayor desconfianza de las propuestas de los capitalistas:

Cualquier propuesta de una nueva ley o de un reglamento del comercio, que proviene de esta clase de gente, debe ser siempre recibida con la mayor desconfianza, y no adoptarla nunca hasta haberla sometido a un largo y serio examen, al que hace falta dedicar, no digo solamente la más escrupulosa, sino la atención más cuidadosa. Esta propuesta viene de una clase de gente cuyo interés no sabría nunca ser exactamente el mismo que el de la sociedad, ya que tienen, en general, interés en engañar al público, e incluso en oprimirlo y que, además, han hecho ya una y otra cosa en muchas ocasiones.

### Capital fijo y capital circulante

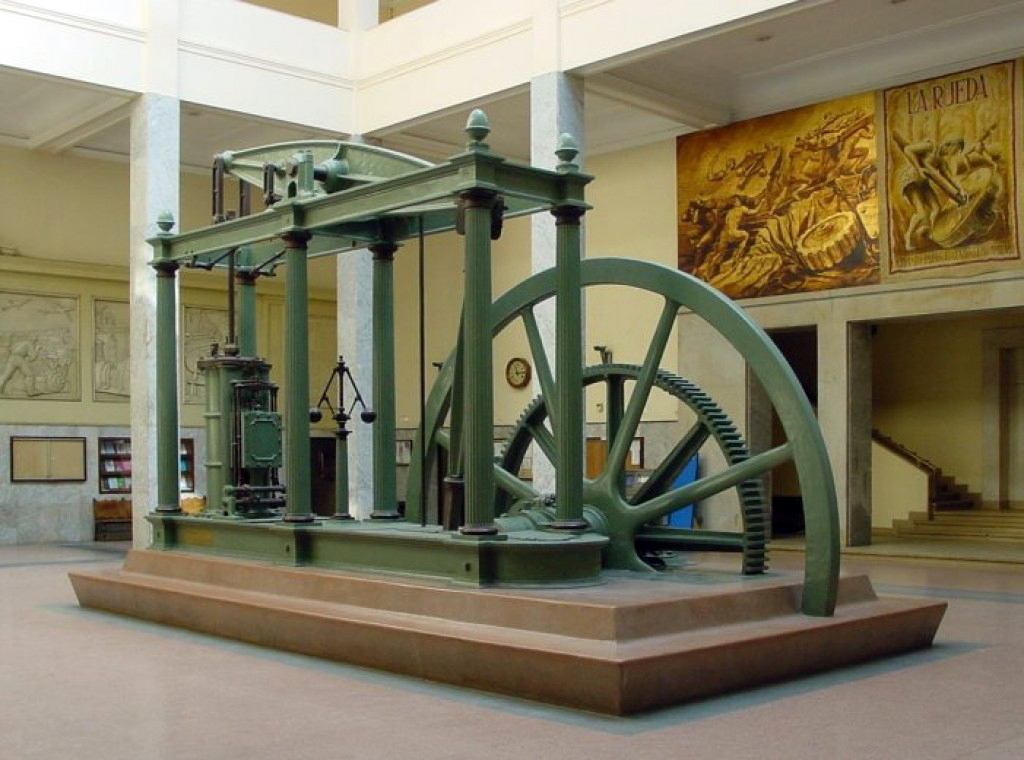
Una máquina de vapor es un ejemplo de capital fijo

El fondo acumulado (el conjunto de las posesiones) de una persona se divide en dos partes: una sirve para el consumo inmediato (víveres, vestidos, muebles, etc.) y no contribuye al ingreso, la otra puede usarse de tal forma que procure un ingreso a su propietario. Smith separa esta segunda parte, denominada capital, en dos categorías. El capital fijo genera un beneficio sin cambiar de manos, como por ejemplo la maquinaria. Las mercancías de un negociante, en general todos los bienes que son vendidos a cambio de un beneficio y reemplazados por otros bienes, constituyen el capital circulante.
Esta división se traslada a la sociedad. Así, las viviendas entran en la categoría de «consumo», tanto si están ocupadas por sus propietarios como si no (puesto que una casa no puede producir nada por sí misma). Lo mismo ocurre con la ropa, aunque puede alquilarse. Los ingresos que se obtienen de estos bienes «provienen siempre, en último análisis, de otra fuente de ingresos». El capital fijo está constituido por máquinas, edificios usados para la producción, mejoras aportadas a la tierra y aptitudes y competencias adquiridas por todos los miembros de la sociedad (lo que se denomina hoy capital humano). El capital circulante se compone de dinero, provisiones (alimentos o materias primas) retenidas por los productores o comerciantes y productos acabados pero todavía no vendidos. Todos los capitales fijos provienen en origen de los capitales circulantes y necesitan el consumo de capitales circulantes para ser mantenidos.

### Ingreso bruto, ingreso neto y el papel de la moneda
Smith hace una distinción entre ingreso bruto e ingreso neto: el ingreso bruto es la suma de la producción de la tierra y del trabajo de un país, mientras que el neto deduce los gastos de mantenimiento del capital fijo y de la parte del capital circulante constituido en moneda. Se reencuentra esta distinción en los agregados modernos: producto interior bruto y producto interior neto. El dinero por sí mismo no contribuye a la renta nacional: «la gran rueda de la circulación es del todo diferente de las mercancías que hace circular. La renta de la sociedad se compone únicamente de estas mercancías, y nunca de la rueda que las pone en circulación». Esta concepción es radicalmente diferente de la de los mercantilistas. El dinero es un medio de almacenamiento del valor y no es útil al fin y al cabo, simplemente permite ser intercambiado por bienes consumibles. Smith deduce la legitimidad de la moneda fiduciaria, que cuesta infinitamente menos de fabricar que la moneda de plata o de oro. Esta conclusión se sostiene en un estudio de los sistemas bancarios de Inglaterra y de Escocia, donde Smith evoca igualmente al sistema de Law.

### Trabajo productivo, trabajo no productivo y acumulación del capital

Acumulación de capital, división del trabajo y crecimiento

Para Smith, el trabajo productivo es aquel que contribuye a la realización de un bien comercial (como el trabajo del obrero), mientras que el trabajo improductivo no añade nada al valor (como es el trabajo del criado, donde los servicios «mueren en el mismo instante en que se prestan»). Esta distinción es a menudo utilizada en economía. No sobreentiende que el trabajo improductivo es inútil o deshonroso, pero dice que su resultado no se puede conservar y no contribuye pues al fondo económico para el año siguiente.
Los trabajadores productivos son remunerados a partir de un capital, mientras que los trabajadores improductivos son remunerados a partir de un ingreso (renta o beneficio). A medida que una economía se desarrolla, su capital aumenta y la parte necesaria por el mantenimiento del capital aumenta también.
Los capitales aumentan de hecho con la moderación «la causa inmediata del aumento del capital es la economía y no la industria», motivado por el esfuerzo constante, uniforme e ininterrumpido de todo individuo con tal de mejorar su suerte. Dedicando más fondos al trabajo productivo, el capital de un hombre ahorrador pone en marcha una producción adicional (en términos modernos, el ahorro es igual a la inversión). Así, lo que es ahorrado es igualmente consumido, pero por otros: por los trabajadores productivos en lugar de los trabajadores improductivos o de los no trabajadores, que reproducen el valor de su consumo, más una parte de beneficio. A la inversa, el malgastador desgasta su capital y disminuye la masa de los fondos disponibles para el trabajo productivo, lo que disminuye el ingreso nacional, incluso si no consume más que bienes nacionales.
La única manera de aumentar la producción de la tierra y del trabajo es aumentar, bien el número de trabajadores productivos, bien la productividad de estos. Esto requiere un capital suplementario, ya sea para pagar a los nuevos trabajadores, o para facilitarles nuevas máquinas o mejorar la división del trabajo.
Un país que tenga un exceso de improductivos («una corte numerosa y brillante, una gran institución eclesiástica, grandes flotas y grandes ejércitos»), invertirá en ellos una parte excesivamente grande de sus ingresos y quedará sin los suficientes para mantener el trabajo productivo a su nivel, lo que provoca una disminución del ingreso nacional año tras año.
Del mismo modo, si la demanda de trabajo aumenta, los salarios se elevan por encima del nivel de subsistencia; a largo plazo esto provoca un aumento de la población y de la demanda de alimentos, lo que empuja al poder adquisitivo en la dirección del nivel de subsistencia. Aun así nunca vuelve tanto a este nivel, por lo que la acumulación de capitales continúa persiguiéndose, lo cual permite a la sociedad entera mejorar su suerte. Esta mejora es del todo deseable para Smith:

Esta mejora sobrevenida en las clases populares más bajas, ¿debe ser vista como una ventaja o un inconveniente para la sociedad? A primera vista, la respuesta parece extremadamente simple. Las criadas, los obreros y artesanos de toda clase componen la mayoría de toda sociedad política. O, ¿nunca se puede percibir como una desventaja para el todo aquello que mejora la suerte de la mayoría? Seguramente, no se ha de ver como feliz y próspera una sociedad donde la mayoría de sus miembros están reducidos a la pobreza y la miseria. La única equidad, por otro lado, exige que aquellos que alimentan, visten y conforman todo el cuerpo de la nación, tengan, en el producto de su propio trabajo, una parte suficiente para estar ellos mismos aceptablemente alimentados, vestidos y alojados.

Smith describe así un círculo virtuoso, espoleado por la acumulación de capital, que permite al pueblo entero aumentar su nivel de vida.

### El interés
En un préstamo, lo que quiere el prestatario  es el dinero en sí mismo, sino el poder de compra de este dinero; así el prestamista le concede el derecho a una parte del producto de la tierra y el trabajo de un país. Cuando el capital total de un país aumenta, la parte disponible para prestar aumenta igualmente y el tipo de interés disminuye. Esto no es un simple efecto de escala, pero la consecuencia del aumento del capital hace cada vez más difícil obtener un rendimiento en el interior del país. En consecuencia, las diferentes formas de capital entran en concurrencia y su remuneración disminuye; su rendimiento disminuye por la misma causa y este rendimiento no es otro que el tipo de interés.
Según Smith, John Law, John Locke y Montesquieu cometieron un error habitual suponiendo que la bajada del valor de los metales preciosos tras el descubrimiento de las minas de América, había sido la causa de la caída generalizada de los tipos de interés en Europa. Un viejo ejemplo de ilusión monetaria.
En algunos países, la ley prohíbe el interés. Estas medidas no sirven de nada:

La experiencia ha hecho ver que estas leyes, en lugar de prevenir el daño de la usura, no hacían más que aumentarlo; el deudor estando entonces obligado a pagar, no sólo por el uso del dinero, sino todavía más por el riesgo que corre el acreedor al aceptar una indemnización que es el precio del uso de su dinero. El deudor se ve obligado, por decirlo de alguna manera, a asegurar a su acreedor contra las sanciones por usura.

Smith preconiza que la tasa de usura tiene que ser ligeramente superior a las tasas más bajas usadas, lo que permite favorecer a los mejores prestatarios sin por eso disuadir al resto.

### Los usos del capital y el sistema económico de Smith

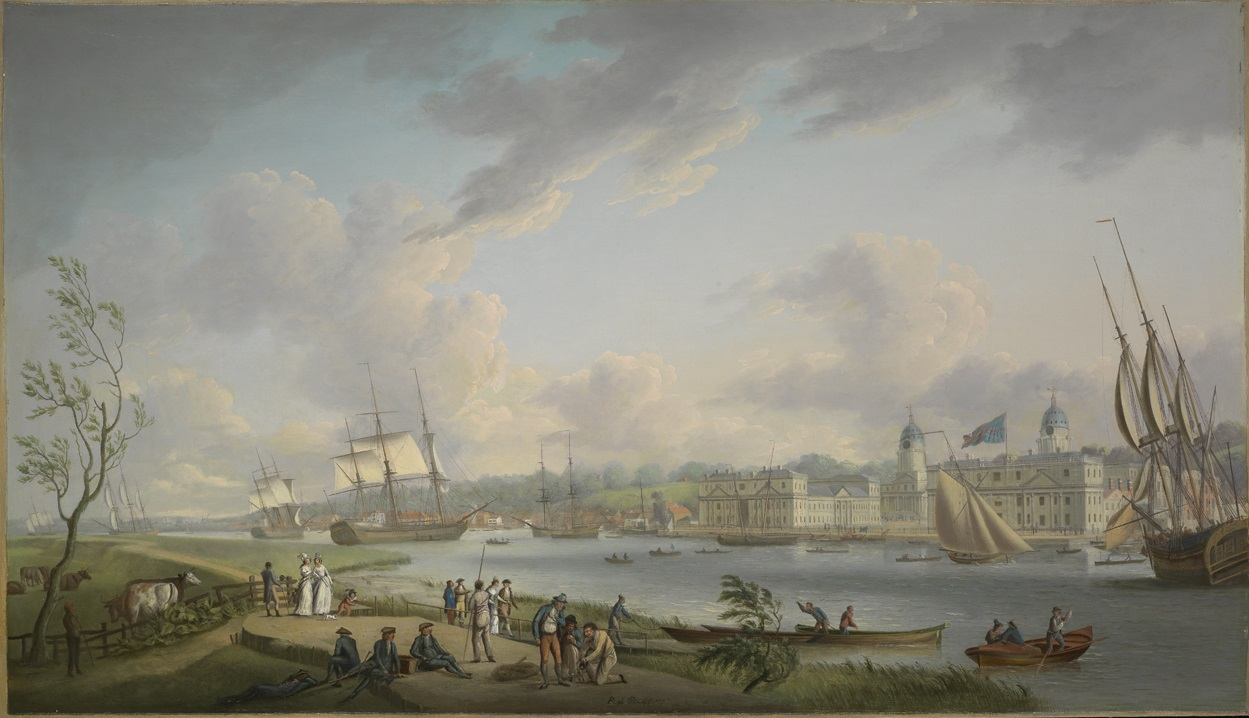
Una marina mercante importante es símbolo de un país rico

Smith distingue cuatro usos del capital: suministrar directamente un producto en bruto, transformar un producto bruto en acabado, transportar un producto en bruto o acabado allí donde sea demandado y dividir un producto en pequeñas partes adaptadas a las necesidades diarias de los consumidores. El primer uso corresponde al sector primario moderno, el segundo al sector secundario y los otros dos pertenecen al sector terciario.
La cantidad de trabajo implementada para una cantidad dada de capital depende fuertemente del sector de actividad. Es en la agricultura donde el capital es el más productivo: sirve no solo al trabajo del granjero, sino también en el de «sus criados de granja, (...) sus bestias de trabajo y de acarreo que hacen que tantos obreros sean productivos». La ganancia del granjero permite no solo la reproducción del capital, sino también la de la renta. Vienen después, por orden decreciente, las manufacturas, el comercio al por mayor (interior y después internacional) y al final el comercio al por menor. Smith atribuye por otra parte, el rápido crecimiento de las colonias de América a la fuerte proporción de capital que han dedicado a la agricultura.
Cada una de estas ramas no es solamente ventajosa, sino también «necesaria e indispensable, cuando está naturalmente dirigida por el curso de las cosas, sin trabas y sin restricciones».
En el caso del comercio internacional, un país debe exportar su excedente de producción no consumido por la demanda interior, con el fin de cambiarlo por cualquier cosa que le sea demandada. Un país que alcanza una cantidad significativa de capital suficiente para satisfacer la demanda interna, utiliza el excedente para satisfacer la demanda de otros países: una marina mercante importante es así símbolo de un país rico.
A lo largo de su exposición sobre los usos del capital, Smith explica la razón principal de la prosperidad reciente de Inglaterra:

Sin embargo, aunque los excesos del gobierno hayan podido retrasar, sin duda, el progreso natural de Inglaterra hacia la mejora y la opulencia, no obstante no han podido pararlo. El producto anual de las tierras y del trabajo, es hoy indudablemente mucho mayor que el que había en la época de la restauración, o al de la revolución. Hace falta pues, en consecuencia, que el capital que sirve anualmente para cultivar las tierras y mantener este trabajo sea también el mayor posible. A pesar de todas las contribuciones excesivas exigidas por el gobierno, este capital ha crecido insensiblemente y en silencio por la economía privada y la sabia conducta de los particulares, por este esfuerzo universal, constante y no interrumpido de cada uno de ellos con el fin de mejorar su suerte individual. Es este esfuerzo que sin cesar actúa bajo la protección de la ley, y que la libertad deja ejercitarlo en todos los sentidos, como crea conveniente; es el que ha sostenido el progreso de Inglaterra hacia la mejora y la opulencia, en casi todos los momentos, en el pasado, y que se espera que hará en el futuro.

Esta explicación y la recomendación adjunta ilustran el sistema intelectual de La riqueza de las naciones. Por una parte, Smith describe un sistema económico sobre una base empírica sólida; por otra parte describe un sistema analítico que explica las relaciones entre los diferentes componentes del sistema económico. En esta ocasión, ofrece un cierto número de recomendaciones políticas, que tienen una resonancia considerable en Inglaterra y después en Occidente. Estas recomendaciones eclipsan a menudo el cimiento intelectual que las sostiene, pero explican la inmensa popularidad del libro tras su aparición.
Las recomendaciones de Smith son realistas. Contrariamente a François Quesnay, quien exige un sistema de «libertad perfecta y justicia perfecta» para intentar las reformas, Smith destaca que «si una nación no pudiera prosperar sin el disfrute de una libertad perfecta y de una perfecta justicia, no habría en el mundo una sola nación que hubiera podido prosperar». En cambio, el individuo es capaz «de conducir a la sociedad a la prosperidad y a la opulencia, pero (...) todavía tiene que superar los mil obstáculos absurdos que la tontería de las leyes humanas a menudo sitúa en su camino».
Smith no preconiza tampoco un abandono total de la esfera económica por el gobierno: en muchos casos, puede ser beneficioso, incluso necesario, reglamentar la actividad. Recomienda así la reglamentación del tipo de interés con la finalidad de no penalizar a los emprendedores serios y controlar la emisión de moneda. Es favorable a los impuestos sobre el alcohol en función de su graduación, una de las más antiguas propuestas de impuesto pigouviano. Más generalmente, admite que:

El ejercicio de la libertad natural de cualquier individuo, que podría comprometer la seguridad general de la sociedad, es y tiene que ser restringida por las leyes, en cualquier posible gobierno, tanto en el más libre como en el más despótico.

### La regulación del comercio y la ventaja absoluta
Smith se había opuesto ya a los monopolios en el libro I. En el libro IV, estudia en detalle el sistema mercantilista británico y sus efectos perversos. Estos eran particularmente visibles en las colonias de América del Norte, donde la rebelión acababa de empezar.
Para él, la motivación del comercio internacional, como de cualquier comercio, es aprovecharse de la división del trabajo. Así:

La máxima de cualquier cabeza de familia prudente es la de no intentar hacer en su casa aquello que le costará menos comprándolo hecho. El sastre no intenta hacer los zapatos, sino que se los compra al zapatero; el zapatero no intenta hacer sus vestidos, sino que recurre al sastre; el granjero no intenta hacer ninguna de las dos tareas, sino que se dirige a los dos artesanos y les da trabajo.

El mismo principio de ventaja absoluta se aplica entre países:

Aquello que es prudencia en la conducta de cada familia en particular, no puede ser una insensatez en un gran imperio. Si un país extranjero nos puede facilitar una mercancía con un trato mejor que nosotros mismos estamos en condiciones de fijarnos, vale más que le compremos con cualquier tipo de producto de nuestra propia industria, empleado de manera que nos aporte alguna ventaja.

La ventaja absoluta de un país puede ser natural (clima) o adquirida (conocimiento), lo que nos lleva a la conclusión: «en tanto que uno de los países tendrá ventajas que le faltarán al otro, le será más ventajoso para este último comprar al primero, que no fabricarlo él mismo».
Smith se opone en virtud de este principio a cualquier política de control o restricción del comercio, cuyo efecto no hace más que disminuir la importancia del mercado potencial, lo que limita la extensión de la división del trabajo y por lo tanto la renta nacional. Las medidas mercantilistas dirigidas a proteger la industria no aumentan el ingreso total, sino que desvían una parte de su uso natural:

La industria general de la sociedad nunca puede ir más allá de aquello en que puede emplear el capital de la propia sociedad. (...) No hay ningún reglamento de comercio que sea capaz de aumentar la industria de un país más allá de lo que el capital de este país puede mantener; todo lo que puede hacer, es que una parte de esta industria tome otro camino distinto del que habría tomado sin aquel y no es seguro que esta dirección artificial prometa ser más ventajosa para la sociedad que la que hubiese tomado la industria voluntariamente.

El sistema de libertad natural preconizado por Smith se aplica igualmente en las relaciones comerciales con los extranjeros, donde el interés personal se manifiesta con más fuerza. Así, en uno de los pasajes más célebres de la historia del pensamiento económico, explica:

El ingreso anual de toda sociedad es siempre precisamente igual al valor intercambiable de todo el producto anual de su industria, o más bien es precisamente la misma cosa que este valor de intercambio. En consecuencia, ya que cada individuo trata, al máximo posible; primero emplear su capital para hacer valer la industria nacional; y segundo dirigir esta industria de manera que haga producir el mayor valor posible, cada individuo trabaja necesariamente para devolver el mayor ingreso anual posible de la sociedad. En verdad, su intención, en general, no es la de servir al interés público, ya que él mismo no sabe hasta qué punto puede ser útil a la sociedad. Prefiriendo el éxito de la industria nacional al de la industria extranjera, no piensa más que en darse personalmente una mayor seguridad; y dirigiendo esta industria de manera que su producto tenga el máximo valor posible, no piensa más que en su propia ganancia; en aquello, como en muchos de otros casos, es guiado por una mano invisible hacia el cumplimiento de un fin que nunca ha estado en sus intenciones; y no es siempre lo peor para la sociedad que esta finalidad no entre en sus intenciones. Buscando sólo su interés personal, trabaja a menudo de una manera mucho más eficaz para el interés de la sociedad, que si se lo hubiera puesto como objetivo de su trabajo.

La imagen de la mano invisible no es utilizada más que en esta ocasión en La riqueza de las naciones, y Smith no hizo ciertamente una regla absoluta, garantizada por las reglas empíricas o metafísicas. Representa las fuerzas sociales y no la providencia.

### Las cuatro etapas del desarrollo económico
La riqueza de las naciones presenta un modelo de desarrollo económico en cuatro etapas, caracterizadas por su modo de subsistencia:
- los pueblos cazadores,
- los pueblos pastores,
- las naciones agrícolas o feudales,
- las naciones comerciantes.

La organización social se desarrolla en cada época y permite a su vez un desarrollo económico renovado. Permite también un aumentado refinamiento en el arte de la guerra. Con los cazadores y los pastores, toda la tribu puede ir a la guerra; en las naciones agrícolas o feudales una parte de la población tiene que quedarse para cultivar la tierra (en la época romana, los soldados retornaban para hacer la cosecha y posteriormente sólo los granjeros se quedaban para alimentar al conjunto de la población). En una sociedad civilizada, «los soldados eran mantenidos completamente por el trabajo de los que no eran soldados, el número de los primeros no puede ser superior de los que están en situación de mantenerlos».
Las instituciones se desarrollan en cada nueva etapa, sobre todo a consecuencia de la aparición de los derechos de propiedad, que tienen que ser defendidos. La tercera etapa establece un lugar de intercambio mutuamente beneficioso entre las ciudades y el campo, que prefigura el beneficio del comercio internacional, Smith admite sin embargo que los beneficios son repartidos de forma desigual. El sistema de libertad natural corresponde a las instituciones necesarias para la cuarta etapa.
Karl Marx utiliza un modelo similar, aunque con algunas particularidades, en El capital, donde las etapas corresponden a modos de producción diferentes y donde la fase contemporánea está caracterizada por el antagonismo entre el capitalista y el trabajador.

### La responsabilidad del soberano
Smith no esconde la mala opinión que tiene de soberanos y príncipes. Son costosos, propicios a la vanidad, frívolos e improductivos. Recortan el valor de la moneda e intentan proyectos mercantilistas que encallan habitualmente. En el libro V, Smith los confina a un rol bastante más modesto:
- proteger a la sociedad contra toda violencia interior o exterior,
- proteger a todos los miembros de la sociedad de la injusticia o la opresión causada por uno de sus miembros,
- proporcionar infraestructuras e instituciones públicas, que son beneficiosas para la sociedad, pero que un empresario privado no puede financiar por sí mismo.

La defensa nacional no autoriza las «aventuras» militares de los grandes imperios, que Smith lamenta. Para él, las guerras contemporáneas tienen todas causas y efectos comerciales. Así, la Guerra de los Siete Años tiene su origen en los monopolios concedidos al comercio colonial.
El ejercicio y la financiación de la justicia son una responsabilidad bastante importante para Smith. La justicia está íntimamente implicada en las disputas sobre los derechos de propiedad y las relaciones económicas. A menudo, la defensa de la propiedad no es justa por sí misma:

El gobierno civil, en tanto que tiene por objeto la seguridad de las propiedades, es, en la realidad, instituido para defender a los ricos de los pobres, o bien, a aquellos que tienen propiedades frente a los que no tienen.

Pero en un país donde la administración de justicia es relativamente imparcial, esta protege la propiedad de todos, incluyendo a los pobres.
El suministro de bienes públicos es la tercera función indispensable del gobierno. Smith distingue claramente las políticas mercantilistas de ayuda a los sectores definidos (que aprovechan a los comerciantes de estos sectores en detrimento del resto de la población), que son de hecho las que ponen trabas al crecimiento, de las que están en condiciones de aumentar la renta nacional. De entre estas, distingue incluso las infraestructuras rentables (que pueden ser financiadas con el pago por su uso) de aquellas, generalmente útiles pero no directamente rentables, que el gobierno tiene que financiar. Además de infraestructuras físicas, esta categoría comprende los gastos institucionales como la educación pública.
Con respecto a los ingresos públicos, Smith recomienda que los individuos paguen un impuesto proporcional a sus ingresos, sin elementos arbitrarios, de la manera más cómoda para ellos y con un coste mínimo. Relaciona en esta ocasión un inventario de impuestos absurdos o arbitrarios recaudados en Gran Bretaña. Es igualmente favorable a la idea de que los productos de lujo sean más fuertemente gravados que los otros, con la finalidad de animar a la austeridad, lo que permite el crecimiento de la renta nacional.
Finalmente, Smith advierte contra el uso de la deuda pública como instrumento de financiación, a causa de su carácter pernicioso. El préstamo sitúa al soberano a resguardo de un alza impopular de los impuestos para financiar el esfuerzo que supone una guerra y, sobre todo, si no se despliega sobre el suelo del país:

La mayoría de la gente que vive en la capital y en las provincias alejadas del escenario de operaciones militares no perciben casi ningún inconveniente por la guerra, pero disfrutan, en su comodidad, del entretenimiento de leer en las gacetas las proezas de sus flotas y de sus ejércitos. (...) Ven ordinariamente con disgusto el retorno de la paz, que pone fin a sus entretenimientos, y, también, a mil esperanzas quiméricas de conquista y gloria nacional que se fundamentaban sobre la continuación de la guerra.

El aumento resultante de la deuda pública no dejará de tener consecuencias molestas; ante lo que Smith afirma: «el incremento de deudas enormes aplasta el presente en todas las grandes naciones de Europa, y probablemente las arruinará a todas a la larga».
La riqueza de las naciones no tiene una conclusión real de conjunto: el último pasaje recuerda el endeudamiento considerable de Gran Bretaña causado por su aventura colonial:

Ya hace más de un siglo cumplido que los que dirigían Gran Bretaña habían entretenido al pueblo con la idea imaginaria de que poseían un gran imperio en la costa occidental del Atlántico (...) proyecto que ha costado gastos enormes, que continúa costando todavía, y que amenaza con costarnos cifras semejantes en el futuro.

Propone la liberación de estas costosas colonias de América del Norte, y acaba con: «ya es hora de que, de ahora en adelante, se las arregle para adaptar sus puntos de vista y sus designios, conforme a la mediocridad real de su fortuna».

## Influencia deLa riqueza de las naciones

### Influencia inmediata

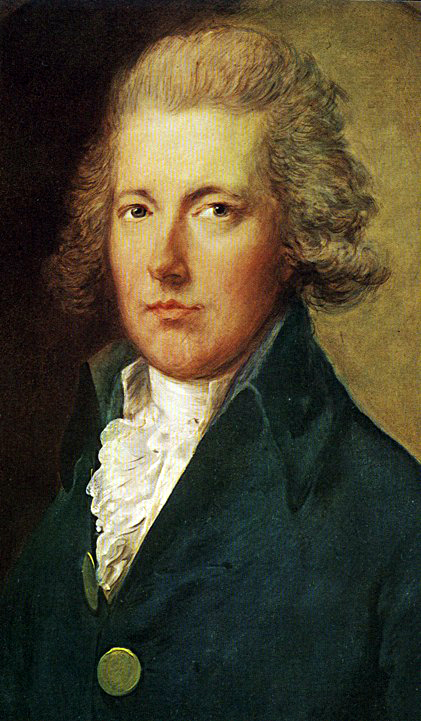
William Pitt (el Joven) fue un admirador de los planteamientos de Smith en La riqueza de las naciones.

La primera edición se publicó en Londres el 9 de marzo de 1776 por Strahan y Cadell, en dos tomos, y a un precio de 1.16 libras. David Hume, Samuel Johnson y Edward Gibbon elogiaron la obra, que se agotó en seis meses. En vida de Smith fueron publicadas cuatro nuevas ediciones (1778, 1784, 1786, 1789), de aproximadamente cinco mil ejemplares. Durante este tiempo se imprimieron las traducciones al danés (1779-1780), francés (1778-1779, 1781) y alemán (1776-1778).
El libro tuvo una influencia fundamental sobre la política económica del Reino de Gran Bretaña. Desde 1777, Lord North adopta dos tasas «smithianas»: una sobre las criadas y otra sobre los bienes vendidos en subasta. El presupuesto de 1778 contenía una tasa sobre la vivienda y una sobre la malta. Los políticos solicitaron rápidamente la opinión de Smith sobre asuntos de actualidad, como la cuestión irlandesa. En 1784, Charles James Fox le citó oficialmente por primera vez en el Parlamento. El primer ministro William Pitt (el joven) aplicó los principios de Smith en el tratado Eden-Rayneval de libre cambio firmado con Francia en 1786, y lo utiliza para la elaboración de sus presupuestos. El Acta de Unión con Irlanda deriva también de esta influencia; Pitt estaba deseoso de «liberar a Irlanda de su sistema caduco de prohibiciones».
En Francia, la primera mención a La riqueza de las naciones fue una crítica en el Journal des sçavans, aparecida en 1777. La primera traducción fue publicada en La Haya en 1778-1779 y su autor, «M. . . .», es desconocido. Se puede tratar del abad Blavet, que publicó una traducción diferente por episodios semanales en el Journal de l'agriculture, du commerce, des arts et des finances entre enero de 1779 y diciembre de 1780, después en una edición en seis volúmenes en Yverdon-les-Bains en 1781 y una de tres volúmenes en París el mismo año. Esta traducción es considerada mediocre, pero era reconocida por Smith. Jean-Antoine Roucher publicó otra traducción, sin gran mérito, en 1790. El conde Germain Garnier publicó una traducción mejor en 1802, una versión de la cual fue revisada por Adolphe Blanqui en 1843. Sin embargo, las ideas de Smith calaron escasamente en Francia, hasta que fueron retomadas y desarrolladas por Jean-Baptiste Say, empezando por su Tratado de economía política de 1803. Napoleón Bonaparte, que leyó La riqueza de las naciones en la Escuela militar, pudo inspirarse en ella para formar sus ideas económicas: moneda fuerte, tipo de interés estable, control del gasto público, rechazo del recurso a la deuda salvo casos de urgencia y abandono de toda participación directa del Estado en el comercio; sin embargo, esta tesis no ha sido probada.
La primera traducción completa al castellano fue obra de José Alonso Ortiz, quien consiguió publicarla en 1794 tras superar las trabas establecidas por la Inquisición española. Habían transcurrido ya dieciocho años desde que Smith publicara el original y solamente se contaba con traducciones parciales de La riqueza de las naciones, siendo la de mayor importancia la de Carlos Martínez de Irujo y Tacón. Es evidente la influencia que ejerció Smith sobre los ilustrados españoles, entre los que destaca Jovellanos; y la élite colonial que aspiraba a la independencia.

### Divulgación y desviaciones
Entre los promotores más ardientes de la obra de Smith figuran aquellos hacia los que él mismo tenía una mayor desconfianza: los comerciantes y los capitalistas. Según Thomas Sowell, nadie ha formulado al respecto denuncias más mordaces que Smith, ni el mismo Karl Marx. Smith no favorece a ninguna clase en La riqueza de las naciones, pero muestra una gran simpatía por los pobres y los consumidores. Su mensaje de fe en los principios del mercado se desvía hacia una apología del Laissez faire, (aunque Smith no utiliza nunca este término) y una hostilidad dogmática a toda intervención pública con el objetivo de promover el bienestar general. Smith se opone totalmente al principio de una manipulación estatal en el mecanismo del mercado (oposición a la que admite excepciones), pero nunca se enfrenta en su vida al problema del estado del bienestar, y su claro efecto sobre este mecanismo: la idea de que la acción pública pueda superar las Poor Laws y que el proletariado pueda tener voz en las deliberaciones públicas es todavía absurda en su época.

### La riqueza de las nacionesen la historia del pensamiento económico
En la historia del pensamiento económico, La riqueza de las naciones es una obra revolucionaria: asesta un golpe letal a las teorías premodernas, el mercantilismo y la fisiocracia, y vale a su autor el título (raramente discutido) de «padre de la economía política». Se encuentran los gérmenes de muchas diversas teorías ulteriores, como la ley de Say, la teoría ricardiana de la renta agrícola, o la ley de la población de Thomas Malthus; los economistas rivales del siglo XIX lo citan para apoyar a sus respectivas posiciones. Más de un siglo después, uno de los grandes de la escuela neoclásica, Alfred Marshall, declara al respecto de su propia obra: «todo está ya en Smith».
Determinadas nociones de Smith como el valor trabajo, desarrollado por la escuela clásica, se mantienen dominantes durante el siglo siguiente, hasta la «revolución marginalista» de los años 1870. La idea de un valor trabajo objetivo es por otra parte un punto de desacuerdo fundamental entre neoclásicos y marxistas, estos últimos siguiendo a Smith y David Ricardo y negándose a reconocer el valor que puede ser construido en la elección subjetiva individual.
Mientras tanto, Smith subestimó sobradamente la importancia de la Revolución Industrial que se iniciaba ante sus propios ojos, y su análisis de la sociedad británica fue rápidamente superado por los acontecimientos: las fábricas aparecieron y señalaron el camino a una «quinta edad», la del capitalismo.

#### Críticas

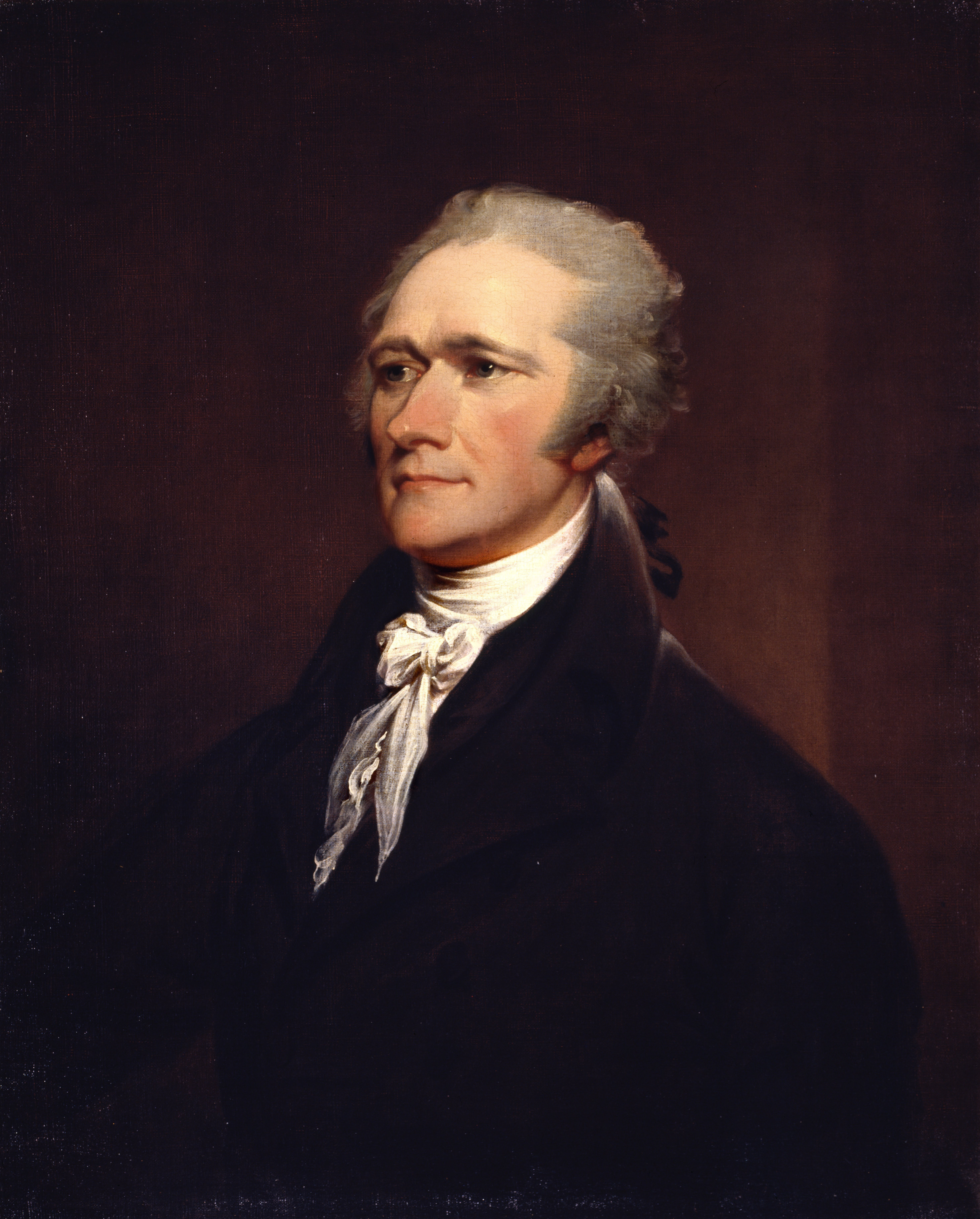
Alexander Hamilton, fue un crítico de la obra de Smith, prefiriendo aplicar la doctrina del proteccionismo. Retrato de John Trumbull.

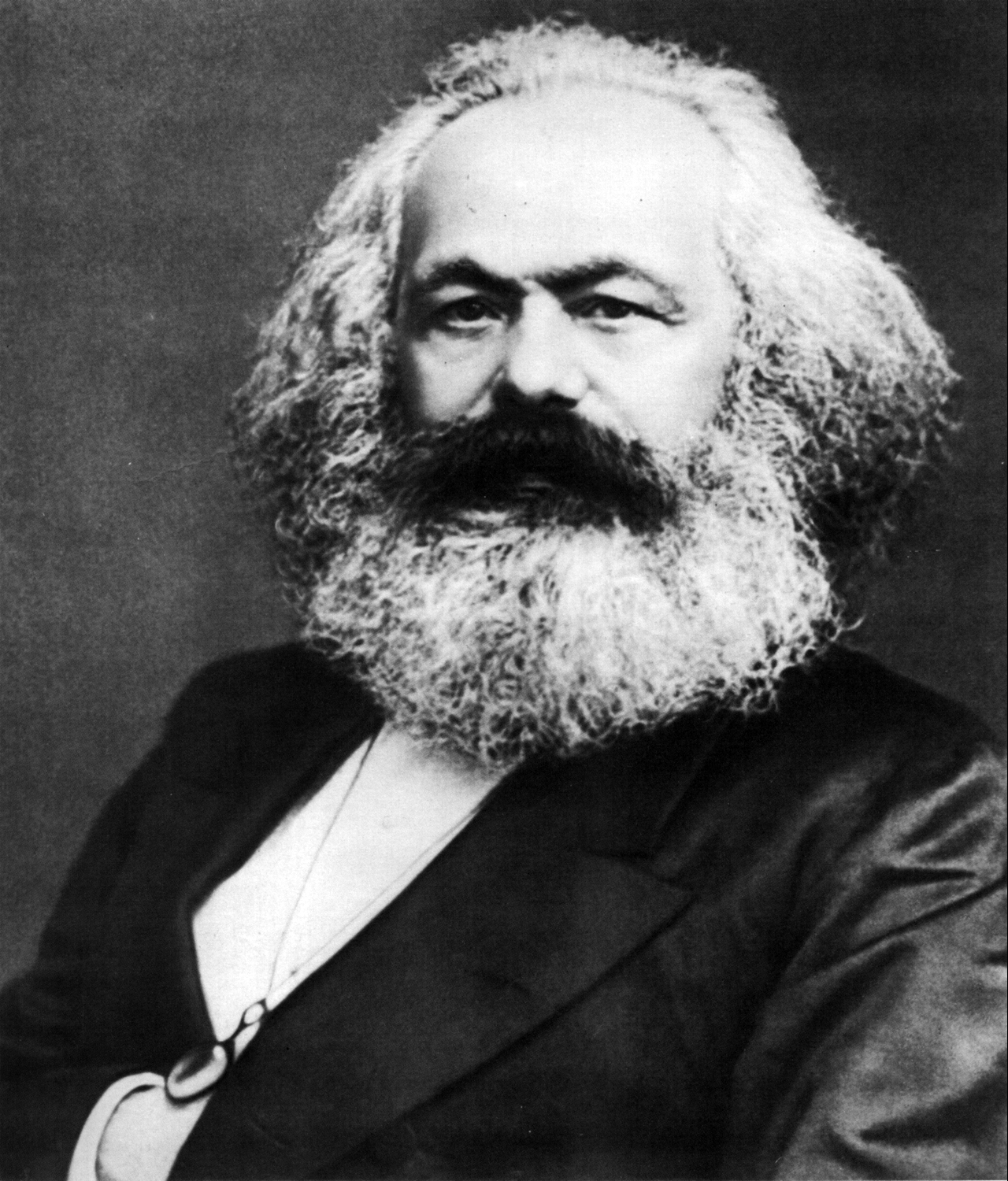
En su crítica al capitalismo, Karl Marx continuó sus investigaciones sobre el sistema económico siguiendo el trabajo de Adam Smith y David Ricardo.

Uno de los primeros críticos con La riqueza de las naciones es el filósofo Jeremy Bentham, quien en Defensa de la usura (Defense of Usury) ataca las recomendaciones de Smith sobre la limitación de los tipos de interés y propone una teoría distinta del crecimiento, basada en el rol de los innovadores. Jean-Baptiste Say y más tarde Joseph Schumpeter retomaron y desarrollaron esta teoría.
Las predicciones sobre el crecimiento regular de los salarios empujado por la acumulación de capital son desmentidas poco después de su muerte por los bruscos aumentos de los precios alimenticios, entre 1794-1795 y entre 1800-1801. Las penurias y los levantamientos condujeron a Thomas Malthus a escribir su Ensayo sobre el principio de la población (1798), donde expresa sus dudas sobre la posibilidad de procurar confort material a la mayoría de la población. El filósofo y amigo de Smith, Edmund Burke, ofrece una predicción todavía más pesimista en Pensamientos y detalles sobre la escasez (Thoughts and Details on Scarcity) (1795).
Las tesis de Smith sobre las ganancias mutuas generadas por el comercio internacional fueron retomadas y extendidas por David Ricardo en Principios de economía política y tributación (1817). Más adelante, los críticos de Smith insistieron en el idealismo de sus hipótesis, y favorecen las soluciones proteccionistas «adaptadas al mundo real». En 1791, en su Informe sobre las manufacturas, Alexander Hamilton recomendó a los Estados Unidos que no se especialicen en la agricultura, sino que establezcan barreras aduaneras con el fin de permitir el desarrollo de una industria nacional que pudiese competir con las europeas. Friedrich List expuso este método en 1827 y después lo generaliza en 1841 con Sistema nacional de economía política, y John Stuart Mill realizó una doctrina económica rigurosa en Principios de economía política (1848).
Las críticas de los autores socialistas del siglo XIX culminaron en los tres volúmenes de El capital, escritos Karl Marx y editados por Friedrich Engels. En el tomo I, Marx expone su teoría laboral de valor mediante el análisis de las mercancías y describe la acumulación de capital  del «modo de producción capitalista» mediante la plusvalía. Según Marx en el tomo III, las contradicciones inevitables del capital comportan una superabundancia de trabajadores en el mercado de trabajo, lo que lleva sistemáticamente su salario a los ingresos de subsistencia y la tasa de ganancia desciende hasta que se producen quiebras, llegándose a una recesión. Así Marx formuló una teoría del ciclo económico y sobre las crisis cíclicas del capitalismo. De la misma manera que Smith bautizó al «sistema mercantil» para denunciarlo, Marx bautiza y condena el «sistema capitalista».